# Dziedno
Dziedno – (niem. Dieden) wieś w Polsce położona w województwie kujawsko-pomorskim, w powiecie sępoleńskim, w gminie Sośno.
Wieś duchowna, własność opata cystersów w Koronowie pod koniec XVI wieku leżała w powiecie nakielskim województwa kaliskiego. W latach 1975–1998 miejscowość administracyjnie należała do województwa bydgoskiego. Według Narodowego Spisu Powszechnego (III 2011 r.) liczyła 318 mieszkańców. Jest piątą co do wielkości miejscowością gminy Sośno.

## Zabytki
Według rejestru zabytków NID na listę zabytków wpisany jest zespół dworski, nr rej.: A/221/1-7 z 5.06.1987:
- dwór, około 1860 r., 1936 r.
- drewniana stodoła, 1926 r.
- 2 obory, XIX w.
- 3 chlewnie, XIX w.